# Lyndonville (New York)
Lyndonville è un villaggio degli Stati Uniti d'America, situato nello stato di New York, nella contea di Orleans.